# Berlin (série télévisée)
Pour les articles homonymes, voir Berlin (homonymie).
La casa de papel
Berlin (La casa de papel : Berlín) est une série télévisée espagnole de 8 épisodes d'environ 51 minutes, diffusée le 29 décembre 2023 sur Netflix. Il s'agit d'une série dérivée de La casa de papel centré sur le personnage de Berlin.
Cette production originale retrace le passé de Berlin (Andrés de Fonollosa), personnage emblématique de La casa de papel avant le braquage de la Fabrique de la Monnaie et du Timbre. Un héros dans la fleur de l’âge dont la seule motivation dans la vie est l'amour et la poursuite d'un but excitant : le braquage de la plus grande maison de vente aux enchères de Paris.
Le 19 février 2024, la série est renouvelée pour une saison 2.

## Synopsis
En pleine gloire, Berlin réunit de talentueux équipiers à Paris pour réaliser l'un de ses projets les plus ambitieux : dérober 44 millions d'euros de bijoux, en une nuit.
La série se polarise autant sur les amours des membres de l'équipe que sur la réalisation du braquage.

## Distribution
Sauf indication contraire, les informations mentionnées dans cette section peuvent être confirmées par la base de données cinématographiques IMDb,  présente dans la section « Liens externes ».

### Acteurs principaux
- Pedro Alonso (VF : Bernard Gabay) : Andrés « Berlin » de Fonollosa (en)
- Samantha Siqueiros (VF : Pascale Mompez) : Camille Polignac
- Tristán Ulloa (VF : Thierry Wermuth) : Damián Vázquez
- Michelle Jenner (VF : Marie Tirmont) : Keila
- Begoña Vargas (VF : Olivia Luccioni) : Cameron
- Julio Peña (VF : Aurélien Raynal) : Roi
- Joel Sánchez (VF : Adrien Larmande) : Bruce

### Acteurs récurrents
- Itziar Ituño (VF : Véronique Desmadryl) : Raquel Murillo Fuentes
- Najwa Nimri (VF : Barbara Delsol) : Alicia Sierra Montes
- Belén López (es) (VF : Valérie Siclay) : Iris
- Julien Paschal (VF : lui-même) : François Polignac
- Miko Jarry : Olivier
- Masi Rodríguez (VF : Zina Khakhoulia) : Susi
- Rachel Lascar (VF : Juliette Degenne) : la commissaire Marie Lavelle
- Martín Aslan (VF : Anthony Audoux) : Alain
- Miguel Tarifa : Fred, assistant de Lavelle
- Álvaro Morte : Sergio Marquina (saison 2)

 Source et légende : version française (VF) sur RS Doublage

## Production

### Tournage
Le tournage a principalement eu lieu à Paris et Madrid, et s'est déroulé d'octobre 2022 à avril 2023.

## Épisodes

### Saison 1 (2023)
1. L'Énergie de l'amour (La energía del amor)
2. L'Ancre du loup (El ancla y el lobo)
3. La carte des embryons (Póker de embriones)
4. Un aquarium sur le dos (Un aquarium en la espalda)
5. After Love (After Love)
6. La nuit des citrons (La noche de los limones)
7. La dernière vierge d'Occident (La última virgen de occidente)
8. Un éléphant menacé d'extinction (Un elefante en peligro de extinción)